# Дегазація (військова справа)
Дегаза́ція (від лат. de — префікс, що означає «відділення», «видалення», і фр. gaz — газ) — один з шляхів знезаражування, який проводиться шляхом розкладання (нейтралізації) отруйних речовин (ОР) або бойових отруйних речовин до нетоксичних продуктів і видалення їх з поверхонь об'єктів і місцевості з метою зниження зараженості до допустимих норм або повного виведення.

## Зміст дегазації, як частини бойового забезпечення військ
Дегазація є частиною спеціальної обробки, яка проводиться за допомогою спеціальних технічних засобів — приладів, комплектів, машин дегазації із застосуванням дегазуючих речовин. Використовуються також допоміжні (підручні) засоби: вода, органічні розчинники, мийні розчини, дрантя тощо. Основний спосіб дегазації — фізико-хімічний, який підрозділяється на рідинний і безрідинний. Рідинний спосіб полягає в обробці заражених поверхонь дегазуючими розчинами, які розчиняють і розкладають отруйні речовини. До безрідинних способів відносять тепловий і сорбційний. При тепловому способі об'єкт обробляють гарячим газовим струменем, що прискорює випар ОР. Сорбційний спосіб полягає в обробці об'єкту порошками (сорбентами), які зв'язують (поглинають) отруйні речовини.

## Часткова і повна дегазація
Дегазація може бути частковою і повною.
При частковій дегазації обробляються ділянки поверхні об'єкту, з якими особовий склад стикається під час роботи. Часткова дегазація проводиться за розпорядженням командирів підрозділу та частини власними силами безпосередньо в підрозділі, одночасно з виконанням бойових завдань, за допомогою табельних дегазаційних приладів і комплектів, підручних засобів.
Повна дегазація полягає в обробці всієї поверхні об'єктів, озброєння і техніки. Вона проводиться по розпорядженню командирів з'єднань (частин) після виконання бойових завдань безпосередньо в підрозділах або на пунктах спеціальної обробки власними силами і частинами (підрозділами) хімічних військ. Повна дегазація здійснюється рідинним способом за допомогою дегазаційних машин і комплектів, а також тепловим способом.
Повна дегазація індивідуальних засобів захисту, обмундирування, спорядження і взуття проводиться на дегазаційних пунктах силами підрозділів хімічних військ шляхом обробки в дегазаційних машинах пароповітряно-аміачною сумішшю. Бавовняне обмундирування, індивідуальні засоби захисту можуть дегазуватися також кип'ятинням у воді, водних розчинах кальцинованої соди і миючого порошку. Для забезпечення бойової діяльності військ дегазації можуть піддаватися обмежені (найважливіші) ділянки місцевості і доріг. Здійснюється вона механічним способом з використанням дорожніх і землерийних машин — зрізанням верхнього шару ґрунту (снігу), засипкою незараженим ґрунтом (снігом) або сумішшю дерев'яних та інших настилів. Дороги з твердим покриттям можуть дегазуватися рідинним способом — поливкою дегазуючими розчинами з дегазаційних машин і тепловим способом. Дегазація місцевості здійснюється також розсипом сипких дегазуючих речовин.
Продукти, що зберігалися відкрито, при зараженні краплями ОР дегазуються механічним способом — зрізанням верхнього шару. Їх вживають лише після хімічного аналізу та кулінарної обробки. Вода очищається від ОР дегазуючими речовинами з подальшим відстоюванням і фільтрацією через вугільні фільтри.

## Дегазація в природний спосіб
Дегазація може відбуватися також й природним чином за рахунок процесів випару, дифузії, гідролізу, окислення киснем повітря і взаємодії ОР з матеріалом зараженого об'єкту. Природна дегазація об'єктів, заражених стійкими ОР, продовжується від декількох діб до декількох тижнів; обмундирування, зараженого парами ОР, в літній час — декілька годин. 
На тривалість природної дегазації істотно впливають метеорологічні умови: підвищення температури прискорює випар ОР, дощ змиває ОР з поверхні об'єктів і місцевості і прискорює розкладання ОР за рахунок гідролізу.